# Триптих (філателія)

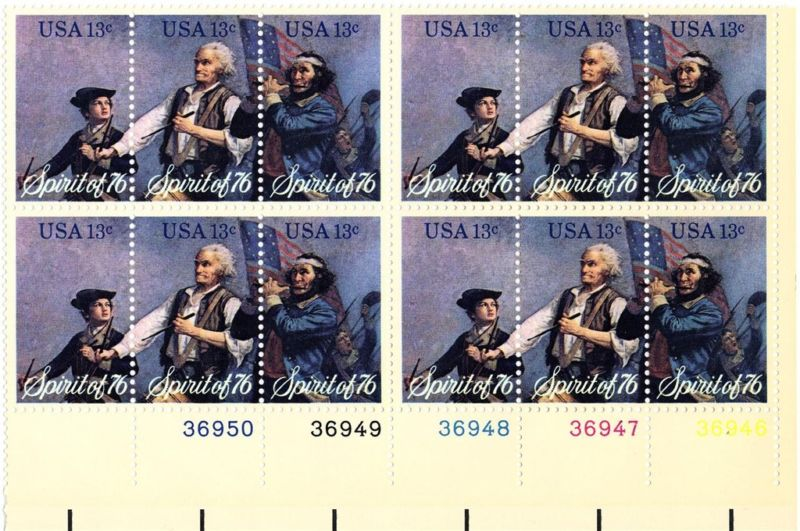
Блок із 12 марок із зображенням чотирьох комплектів поштових марок-триптихів 1976 року «Дух 76».

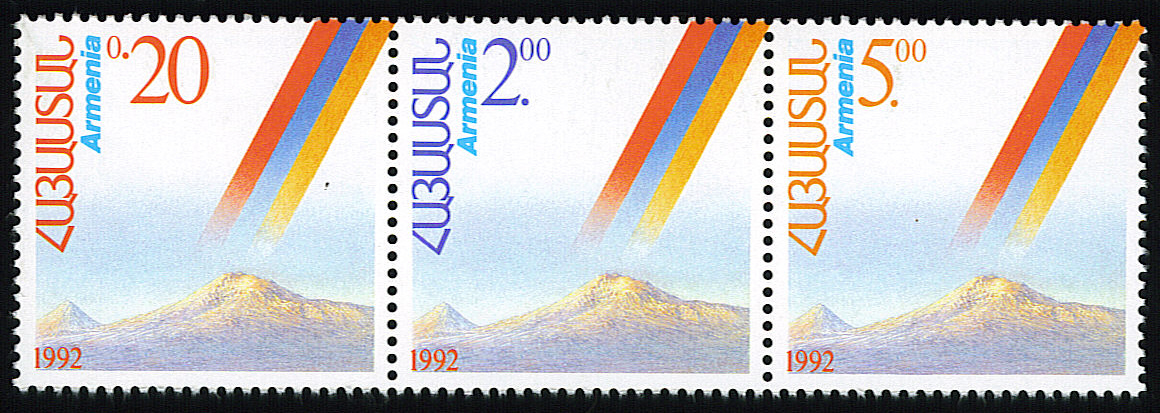
Перші марки, випущені новою Республікою Вірменія в 1992 році, були одноосібними за своєю природою, але зазвичай не позначалися як «триптих», оскільки три марки, хоча й різні та тематично пов'язані, не складають повного єдиного дизайну.

Триптих (з грецької: «три» + «складка») — філателістичний термін, що був запозичений зі світу мистецтва і має таке ж значення: набір із трьох панелей, з'єднаних перфорацією. Він використовується для опису трьох однотипних поштових марок спорідненого дизайну, які складають єдиний дизайн.
У США ця форма використовується рідко, можливо, тому, що вона не підходить для колекціонування популярного блоку з чотирьох пластин. Замість цього часто можна побачити блоки з двох, чотирьох чи іншої парної кількості марок для орендарів. У 1976 році в США вийшов випуск «Дух 76-го». У 1992 році до 500-річчя відкриття Америки Колумбом США випустили серію з п'яти триптихів у вертикальному форматі на основі знаменитої серії пам'ятних марок 1892 року. Це був триптих лише в тому сенсі, що вони були тематично пов'язані один з одним, але це були чітко три дизайни, а не схожі на безперервний дизайн «Дух 76-го».